# Capitaine Star
Capitaine Star (Captain Star) est une série télévisée d'animation britannico-canadienne en treize épisodes de 22 minutes et 30 secondes, créée par Steven Appleby, Frank Cottrell Boyce et Pete Bishop, et diffusée entre le 8 juillet 1997 et le 27 août 1998 sur ITV et Teletoon.
En France, la série a été diffusée à partir du 5 novembre 1997 sur Canal+ et au Québec sur Télétoon. Le doublage français a été réalisé par le studio Alter Ego.

## Synopsis
Le Capitaine Jim Star, le grand héros des temps modernes, a reçu pour mission de parcourir l'univers afin de découvrir de nouveaux mondes, leur donner des noms et ensuite vendre plein d'objets à ses habitants. Son vaisseau, le Grand Bazar comprend le capitaine égocentrique et un peu paranoïaque Jim Star, l'officier en second Scarlette, l'ingénieur à neuf têtes « Mille-Bras » Jones et le navigateur Black.
Un jour, son vaisseau arrive sur la dernière planète à la limite de l'univers. Ayant terminé sa mission, l'équipage s'installe sur cette planète sans nom et attendent les ordres du centre de contrôle. Et attendirent, et attendirent, et attendirent...
Tout au long de la série, des événements particuliers surviennent sur la planète et les environs et vont impliquer le capitaine Star et son équipage dans des scénarios très étranges et originaux.

## Épisodes

### Première saison (1997)
1. Le Réveil atomique (The Atomic Alarm Clock)
2. Le Jour des zazoutes (Day of the Zooties)
3. Les Vers verts (The Worm Turns)
4. Manque de ressort (No Future)
5. Neuf têtes valent mieux qu'une (Nine Heads are Better than One)
6. En attendant Spoutnik (Waiting for Sputnik)

### Deuxième saison (1998)
1. À la poursuite des ordres perdus (Rocket to Nowhere)
2. C'est écrit dans les astres (It's Written in the Stars)
3. Ned Nova (Ned Nova)
4. La Gravité de la situation (The Gravity of the Situation)
5. Le Grand Collectionneur (The Collector)
6. La Limite de l'univers (The Edge of the Universe)
7. La Galaxie des stars (A Galaxy of Stars)

## Voix
- Eric Herson-Macarel : Capitaine Star
- Anne Canovas : Scarlette
- Laurent Natrella : « Mille-Bras » Jones
- Pierre Forest : Navigateur Black
- Christèle Wurmser: Capitaine Sprat

## Commentaires
- Spoutnik, le chat de Jones qui apparaît dans l'épisode 6, est un clin d'œil au programme spatial Spoutnik.

- Le dessin animé a été découvert en France au sein de C+ Cléo, programmé le mercredi après-midi à 14 h 25 sur l’antenne de Canal+. Parmi les autres séries d’animation de l’émission : Daria, La Guerre des planètes ou Achille Talon[1].
- Il existe une cassette VHS officielle en français contenant les 3 premiers épisodes de la saison 1.